# Camin de Biancalàn
Il Camin de Biancalàn (2100 m s.l.m.), noto anche come Passo Murello, è una stretta fessura fra la roccia che permette di oltrepassare la cresta omonima, che dal Piz da Termin scende verso il fondovalle della Valle Calanca.

## Descrizione
Esso permette un collegamento, attraverso uno spettacolare e difficile sentiero alpino, fra i pascoli "Biancalàn" e quelli dell'"Alp del Pagàn" (questi due non più sfruttati da tempo) e di "Nàucal".

## Galleria d'immagini

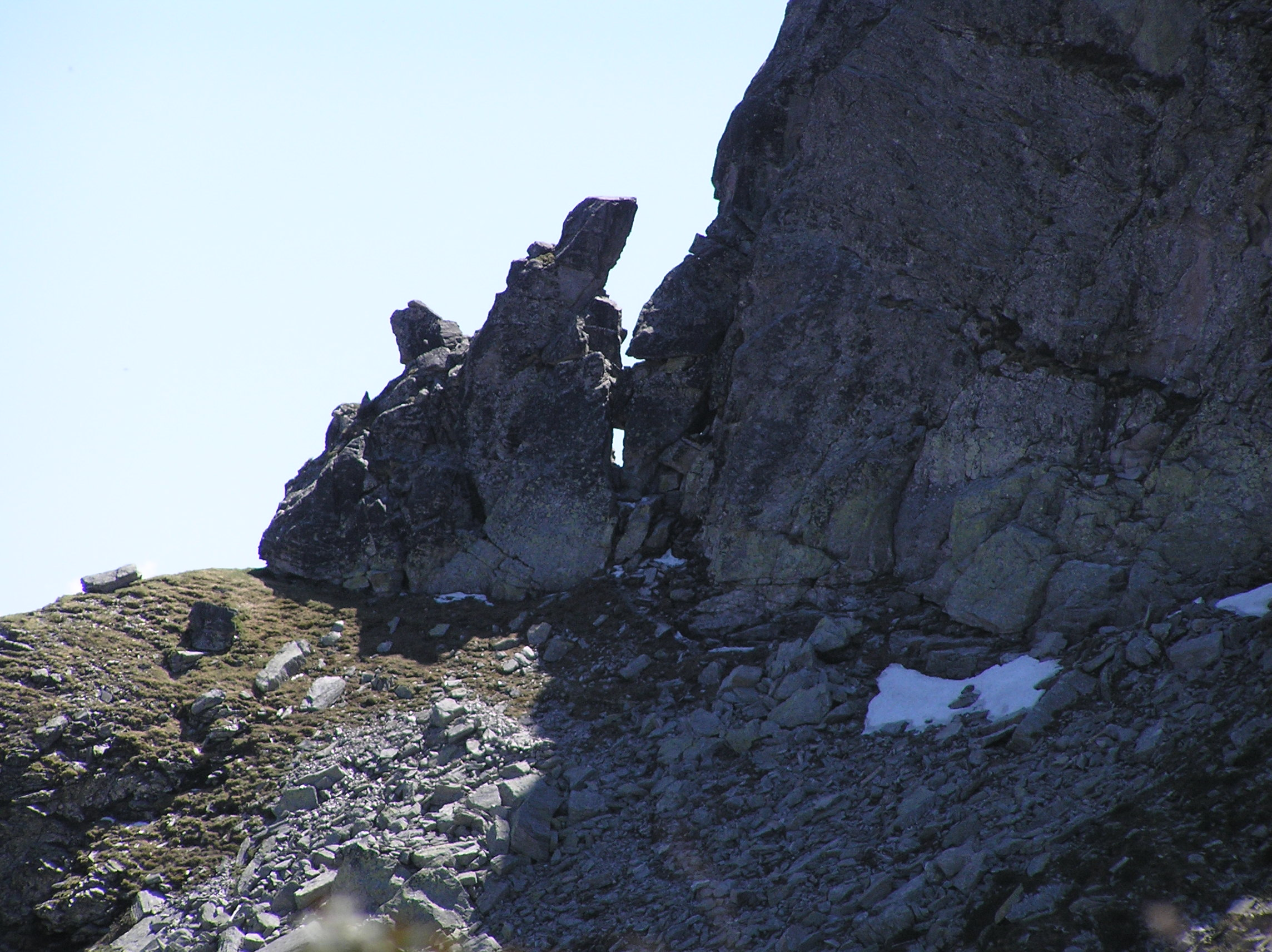
Il Camin de Biancalàn
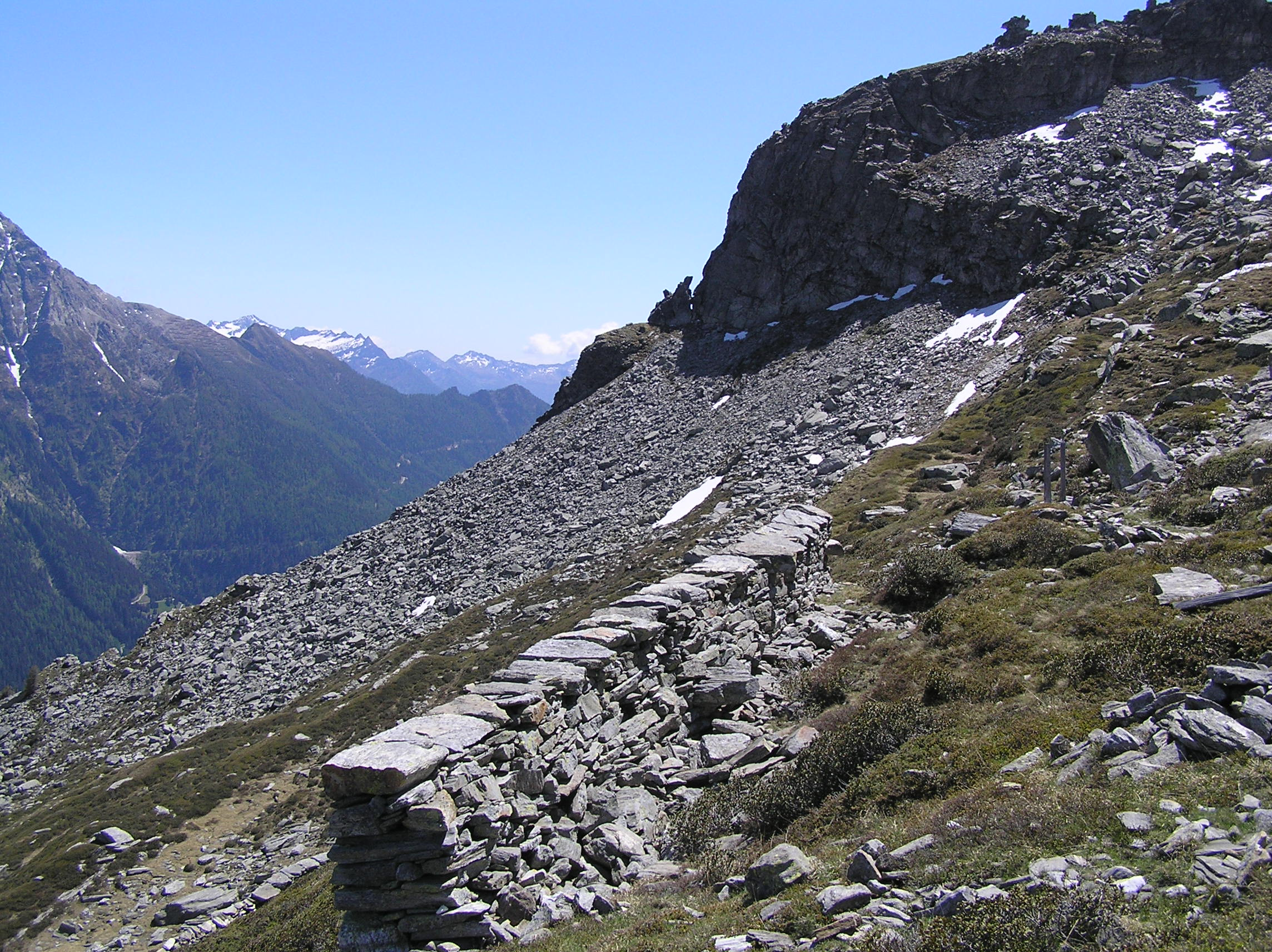
Vista del Camin de Biancalàn e, in primo piano, un riparo antivalangario della zona Mürél

## Il sentiero
Il sentiero, a tratti poco visibile a causa dell'incuria, parte da Santa Domenica, attraversando il gruppo di case di Scandalasc, proseguendo per "Biancalàn" (antico alpeggio) dal quale è possibile raggiungere il Camin de Biancalàn. Da qui, passando per una pietraia, il sentiero percorre la zona del "Mürél", dove è possibile ammirare antichi ripari antivalangari costruiti a secco con le pietre del luogo, per raggiungere quindi i pascoli dell'"Alp del Pagàn" e di "Nàucal". Dirigendosi verso "Scorsöö" è possibile ritornare al punto di partenza.